# Пинскдрев
ЗАО «Холдинговая компания «Пинскдрев» (бел. ЗАТ «Холдынгавая кампанія «Пінскдрэў») — крупное предприятие деревообрабатывающей отрасли Беларуси, старейшее в Пинске.

## История
В 1880 году братья Лурье, капиталисты австро-венгерского происхождения, построили в Пинске фабрику по изготовлению фанерных ящиков и сапожных шпилек. Через двенадцать лет фабрика была переоснащена для производства спичек и стала первым подобным производством в городе.
С 1959 году на предприятии начинают выпускать мебель. В 1971 году на базе Пинского фанерно-спичечного комбината было создано производственное деревообрабатывающее объединение «Пинскдрев». Объединение занималось выпуском диванов, кресел, кроватей и школьной мебели.
В 1997 году изменился товарный знак предприятия, на котором ранее была изображена зажжённая спичка.
25 октября 2010 года на заводе произошли взрыв и пожар, погибло 14 человек.
27 декабря 2019 года фабрика по производству спичек, просуществовавшая с 1880 года, была ликвидирована.

## Деятельность
Компания Пинскдрев выпускает мягкую и корпусную мебель, всего более 2000 наименований, а также фанеру, шпон, ДСтП и другую продукцию.
В структуру компании входят два лесхоза, лесозавод, два совместных предприятия (СП) по производству мягкой мебели, СП по производству клееной фанеры, шесть фабрик корпусной мебели, завод строганного шпона и спичечная фабрика.
Торговая сеть компании представлена 600 фирменными секциями в магазинах и торговых центрах,  167 фирменными магазинами. Филиалы компании действуют в России, на Украине, в Казахстане и других странах.

## Награды
- «Пинскдрев» признана Брендом 2009 года Беларуси  (недоступная ссылка) в номинации Экспорт.
- Главный приз «Золотая ель» на выставке «Мебель-2004» в Минске
- Бренд года в Беларуси[2].

## Публикации
- Обзор рынка мебели для дома. Интервью с генеральным директором ЗАО "Пинскдрев" Лораном Ариничем. РосБизнесКонсалтинг. Дата обращения: 6 января 2010. Архивировано 24 декабря 2011 года.